# Esfera circunscrita

Esfera circunscrita en un cubo

En geometría, una esfera circunscrita de un poliedro es una esfera que contiene al poliedro y toca cada uno de los vértices de dicho poliedro. La palabra circunsfera se utiliza a veces para significar lo mismo, por analogía con el término circuncírculo. Como en el caso de los círculos circunscritos bidimensionales (circunferencias), el radio de una esfera circunscrita alrededor de un poliedro P se denomina circunradio de P, Y el punto central de esta esfera se denomina circuncentro de P.